# میرای یاماموتو
میرای یاماموتو (انگلیسی: Mirai Yamamoto؛ زادهٔ ۱۱ آوریل ۱۹۷۴) بازیگر، تهیه‌کننده اهل ژاپن است.
از فیلم‌ها یا برنامه‌های تلویزیونی که وی در آن نقش داشته است می‌توان به من کی هستم اشاره کرد.